# Vereinigungsfest (Altes Ägypten)
Das Vereinigungsfest (auch Tag des Festes der Thronbesteigung) ist im Alten Ägypten bereits seit König Skorpion II. in der 0. Dynastie belegt. Allerdings hatte es seit der erstmals belegten Begehung nur symbolischen Charakter. Eine tatsächliche Herrschaft über die Landesteile von Ober- und Unterägypten lag in den Ursprüngen nicht vor, zumal in der prädynastischen Zeit den „beiden Ländern“ noch andere geografische Grenzen zugewiesen waren.

## Hintergrund
Im weiteren Verlauf der altägyptischen Geschichte feierten die Könige das Vereinigungsfest bei längeren Regierungsdauern auch als Jubiläumsfest, das zur Erneuerung der Herrschaft vollzogen wurde. Das Vereinigungsfest kann daher als möglicher Vorläufer des Sedfestes angesehen werden, da später die Begehung des Vereinigungsfestes als Regierungsjubiläum nicht mehr unter dieser Bezeichnung auftauchte.

### Frühzeit und Altes Reich
Unter Skorpion II. ist erstmals eine gewaltsame Einigung von Unter- und Oberägypten nachgewiesen, der seine Hauptstadt bei dem entscheidenden Eroberungszug zerstörte. Narmer erneuerte die „Zwangsvereinigung“ mit dem Sieg über den Harpunengau, der unter anderem das Gebiet von Pithom mit einschloss.
Unter Menes, der eine friedliche und gleichberechtigte Reichseinigung durchsetzen konnte, änderte sich die Bedeutung des Festes, das seither das Zeichen der gemeinsamen und friedvollen Herrschaft über Unter- und Oberägypten sein sollte.
Aus Inschriften und Abbildungen auf Denkmälern des Alten Reiches geht hervor, dass seit der erstmaligen Vereinigung das Vereinigungsfest gemeinsam mit dem Fest der Thronbesteigung gefeiert wurde. Eine Ausnahme stellt im Alten Reich Chasechemui dar, der bei seinem Regierungsantritt das Vereinigungsfest nicht beging und es erst nach der erneuten Zwangsunterwerfung Unterägyptens nachholte.

### Das Vereinigungsfest seit dem Mittleren Reich
Seit dem Mittleren Reich ist das Vereinigungsfest regelmäßig protokolliert, jedoch ohne Zuweisung eines bestimmten Datums, da es unter dem Titel „Vereinigung der beiden Länder“ auf die Bedeutung der Reichseinigung durch Menes mit den Beischriften „Verkündigung des Friedens“ und „Ende des Streits“ hinweist.
Durch die Zusammenlegung der Feste  „Tag der Krönung des Königs“ und „Vereinigung der beiden Länder“ erscheint der Name des Vereinigungsfestes später nur noch selten als dokumentarische Beischrift, beispielsweise wenn entgegen der Tradition sich eine Frau mit dem Titel des Königs zur Herrscherin ernannte (Hatschepsut). Ansonsten war die „Vereinigung der beiden Länder“ automatisch Bestandteil des „Tages der Krönung des Königs“.